# 政治宣传

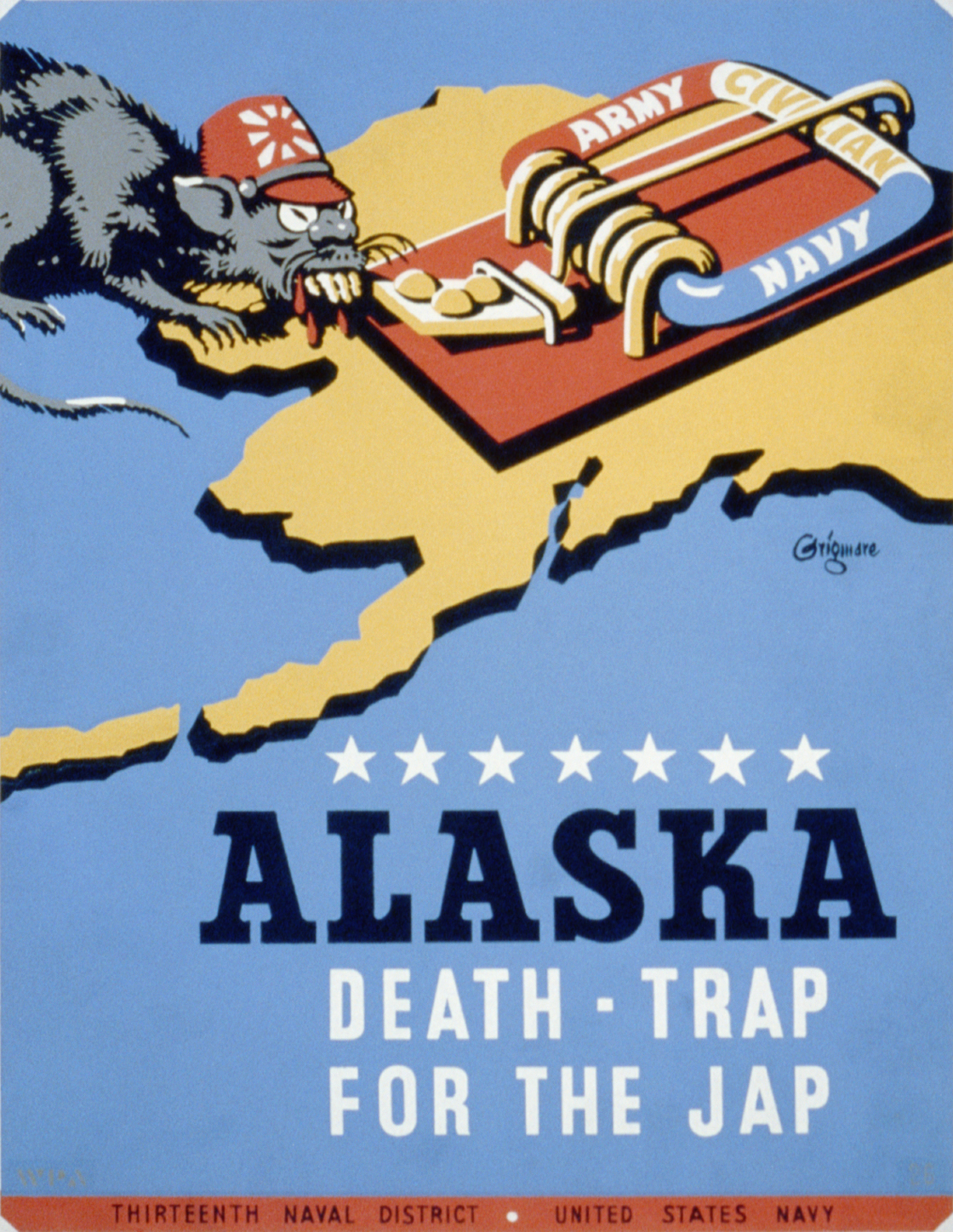
美国海军的海报，一只代表日本的老鼠接近一个阿拉斯加地图上标有“陆军、海军、平民”的捕鼠器

政治宣傳（英語：propaganda）是一種宣傳的方式，其目的是在影響社會大眾對某一政府的立場或態度，使得特定人士或團體在其中獲益。政治宣傳提供資訊的主要目的是在影響受眾的態度，因此一般不會公正提供相關資訊。政治宣傳往往有失偏頗，會選擇性提供資訊或者利用資訊，設法使受眾產生情緒性反應，其預期效果是使目標受眾更可以接受某一特定政治議題。政治宣傳可以是政治作戰中的一環。
利用偏見及情感的影響會加強人們對某一訊息的接受程度。例如政治宣傳中若讓人產生恐懼的感受，很容易使受眾接受宣傳的內容，達到宣傳者的目的。另一個政治宣傳的重要特徵是錯誤的信念往往是在無意識中產生或維持的，當人們對自身對訊息接受程度的了解越少，越容易受到政治宣傳的影響。

## 词源
1622年，天主教聖座成立「傳信部」（Congregatio de Propaganda Fide，非正式称呼为propaganda，即今之萬民福音部），“propaganda”一词开始流行。其主要活动是培養傳教士前往非天主教国家傳福音。1890年代，该词汇被用来描述世俗中的宣传行为。到了19世纪，当该词汇被用到政治场合后，开始带有贬义。

## 类型
定义政治宣传是很困难的。其中一大障碍是如何将政治宣传与其他类型的劝说行为区分开来，需要避免一种“彼行之则为政治宣传，己行之则为信息、教育”的偏见。加思·乔伊特（Garth S. Jowett）和维多利亚·奥唐奈（Victoria O'Donnell）对此的定义是：“政治宣传是一种有意为之、系统性的行为，试图形成观念、操纵认知、引导行为，以实现政治宣传着所预期的回应。”理查德·亚伦·尼尔森对其的描述是：“政治宣传是一种系统性的、有意图的劝说形式，为了某种意識形態、政治或商业目的，通过大规模、直接性媒体频道传播单方面的受控制消息（真假皆有可能），试图影响某一特定目标对象的情感、态度、观念、行为。政治宣传组织可能会雇佣政治宣传员，由他们完成政治宣传活动。”
政治宣传的部分技巧同广告和公共关系一样，而后者则可以看作是在商业领域的宣传。在第二次世界大战后，由于偏向贬义，“政治宣传”一词更多是指政治上或民族主义者对这种技巧的使用。
政治宣传者试图改变人们理解某一问题、情况的方式，以改变他们的行为和预期，从而满足某一利益团体的期望。在此种情况下，政治宣传和审查制度是异曲同工的，只不过审查制度并不是让人们的思维中充满经过挑选信息，而是阻止人们看到相反的观点。
在战时，政治宣传可以成为有用的武器；它能够通过创造虚假形象，将敌方去人性化，增加人们对其的憎恶感。通常的做法是使用贬损的、具有种族歧视色彩的词语，避免某些词汇，声称敌人犯下某种暴行。大多数战时政治宣传都会让国民感到敌方在倒行逆施（真假皆可），而国民要感到本国的做法是正义的。
根据信息的来源和性质，国际政治宣传可以被分为白色宣传、黑色宣传以及灰色宣传三类。白色宣传一般来自公开且可识别的来源，信息基本正确，以技巧以劝说为主，常会是单边观点的阐述。白色宣传出现在战时或对抗性时期。黑色宣传的信息来源多为伪造，信息中掺杂大量谎言，欺诈和夸大，以抹黑敌对组织或国家的公众形象。有时同一组织会交替使用白色和黑色宣传以达到特定的效果。灰色宣传介于白色和黑色宣传之间，来源不一定清楚，信息也不一定正确。

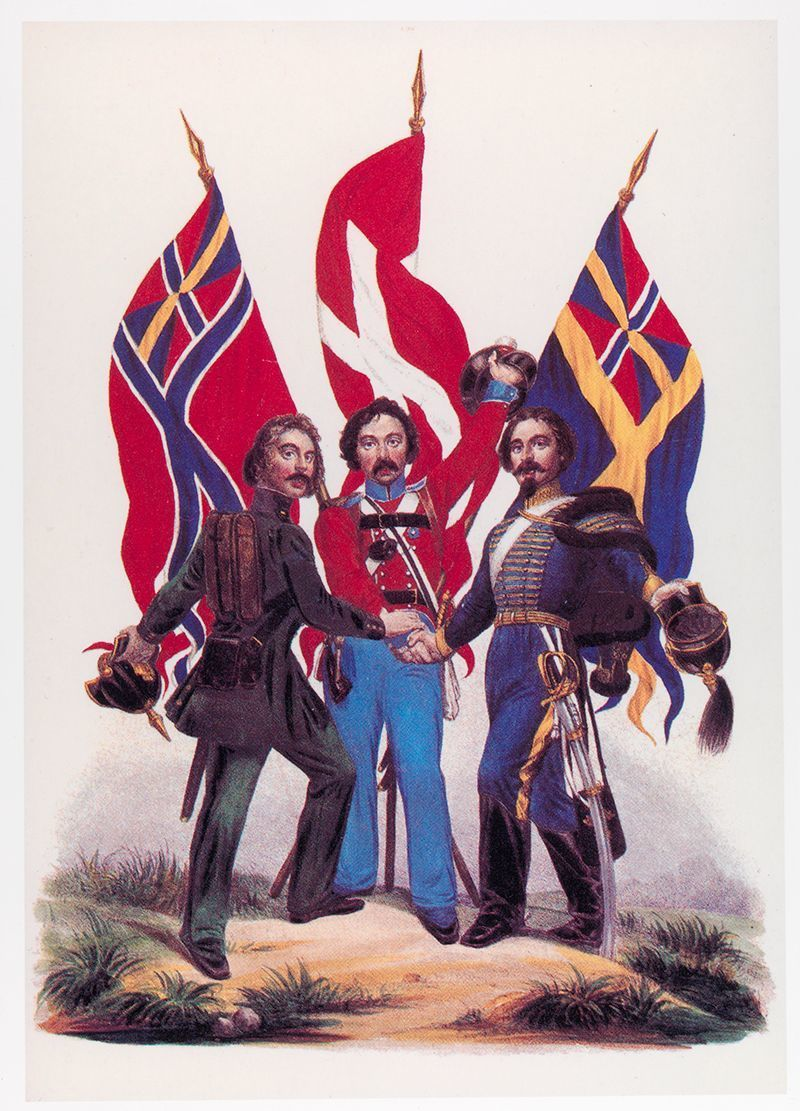
19世纪泛斯堪的納維亞主義运动的宣传画
美国绘有山姆大叔的征兵广告
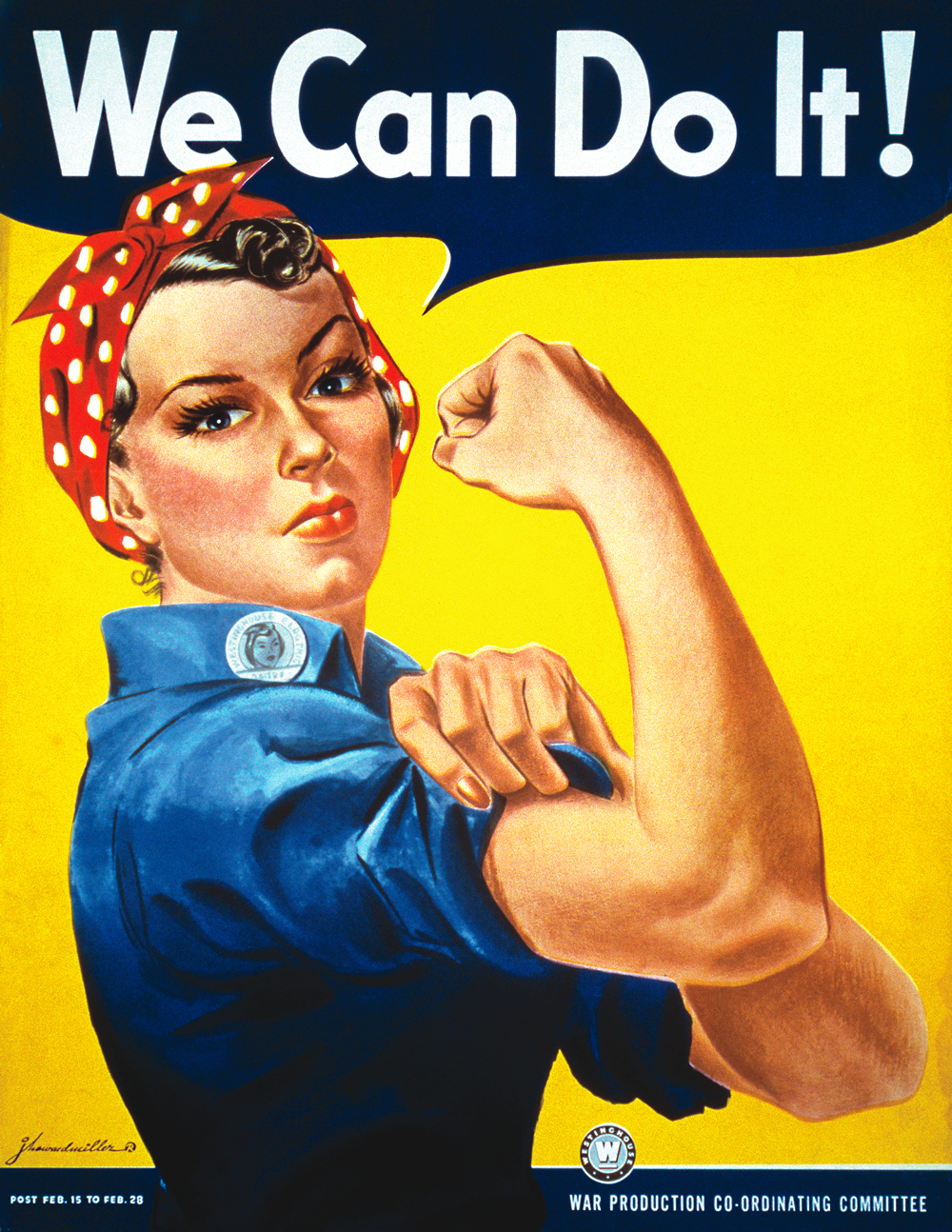
名为《我们能做到！》的美国战时宣传画，鼓励女性工人保持战时生产
二战时期英国宣传部制作的《保持冷静，继续前进》宣传画，以安抚国民情绪
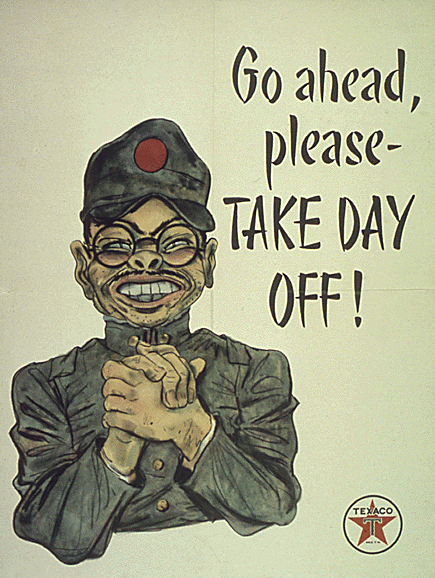
美国战争情报办公室的《请休息一下！》宣传画，暗示如果请假正是日本战时所需。
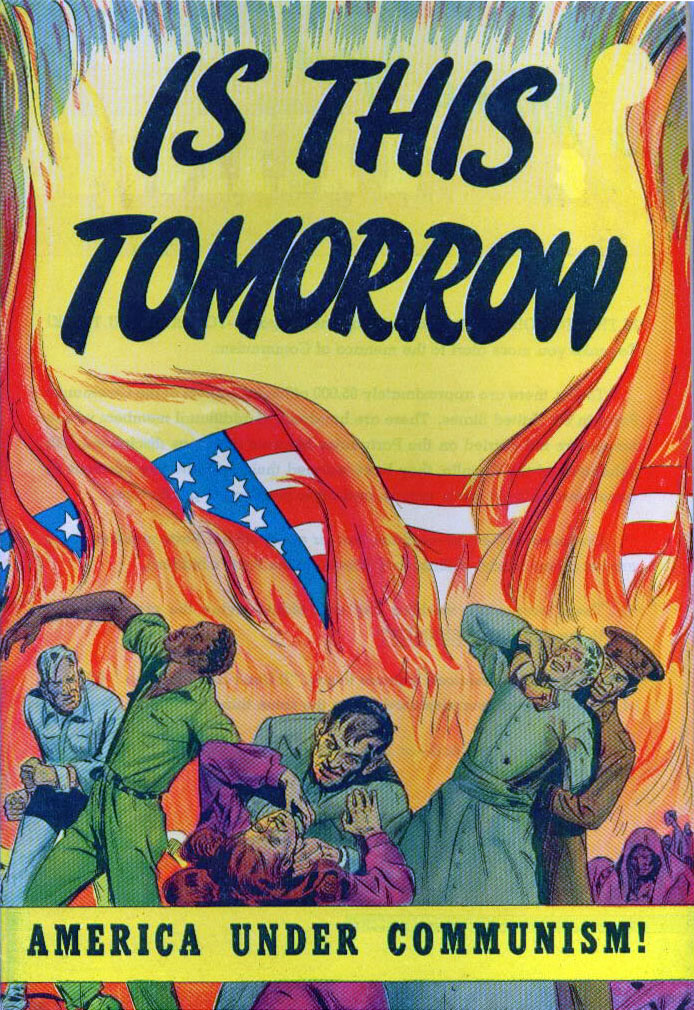
1947年一部美国的反共产主义漫画书，警告“共产主义者掌权的危险”
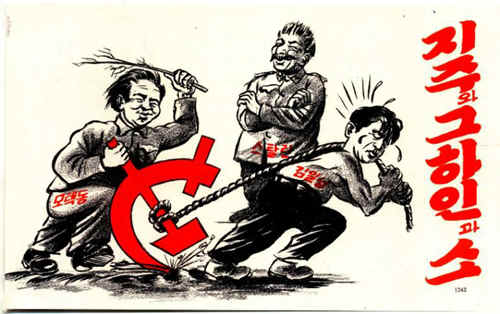
朝鲜战争时期联合国军发给北朝鲜人民军的宣传单，上面称北朝鲜为苏联和中华人民共和国的傀儡政权。

## 模型

### 社会心理学
社会心理学的一个研究课题就是劝说，该学科提出了很多理论和方法来理解劝服的过程。例如，沟通理论指出，人们可能因为沟通者的信用、专业能力、可信度和个人魅力等而被说服。详尽可能性模型以及劝说的启发性模型则认为，有一系列因素，如沟通中接受一方的感兴趣程度，决定了人们被一些表面因素说服的程度。诺贝尔奖得主、心理学家赫伯特·西蒙以其认知吝啬者理论而获奖，根据他的理论，在一个有着大量信息的社会，人们被迫要迅速地所处决定，这就使得决定往往很肤浅而非逻辑思考后的结果。
社会认知理论则认为，对于认知外界，人们有着内在的偏见，这些偏见可以被用来控制他们。例如，人们认为一个人的不幸（如贫穷）是由于自身原因而忽视外因的作用（可能是出身贫寒）。这种偏见被称为基本归因错误。自我实现预言往往出现在人们深信自己被教导的东西。政治宣传时常通过利用人们已有的偏见来达到自己的目的。例如控制的錯覺，是指人们从内心中希望相信自己可以并且应当拥有对自己生活的控制权。政治宣传者常常通过声称另一方试图夺走你的控制权来传播自己的观点。
角色理论常被用来将某一角色和某一观念结合起来，从而使其名正言顺。例如公关公司使用“万宝路男”的形象劝说男性，万宝路香烟让人显得很酷、敢於冒险、像牛仔一样的反叛者，敢于直面癌症威胁无所畏惧。这一宣传手段使其香烟销量翻了4倍。

### 赫尔曼和乔姆斯基的宣传模型

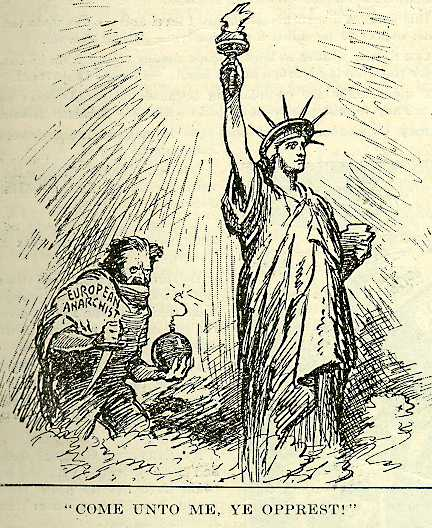
20世纪早期，对“欧洲无政府主义者”试图毁坏自由女神像的展示。

宣传模型是由爱德华·S·赫尔曼以及诺姆·乔姆斯基共同提出的，揭示在大众传媒上的系统性偏见并试图通过结构化经济原因来解释他们。
|  | 20世纪的一大特征就是政治领域的三大发展：民主的成长、公司权力的成长，以及公司政治宣传的成长，而它是用来保护公司权力对抗民主的方式。 |

在他们的理论中，私人媒体被看作是出售产品的企业，它们的产品是读者和观众（而非新闻），出售对象是其他商家（广告资源），而它们主要依靠政府和企业信息以及政治宣传。他们认为有新聞要通過五種「過濾」才面世，分別為：
1. 媒體的擁有者
2. 媒體的資金來源
3. 新聞來源
4. 壓力
5. 反共产主义意識形態

## 历史

### 古代的政治宣传

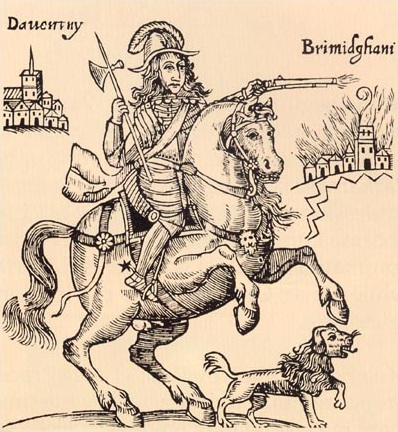
名为《鲁珀特亲王的暴行》的英国内战卡通画（1643年）

早期形式的政治宣传从有史料记载开始便已出现。贝希斯敦铭文（前515年）详细记载了大流士一世走上阿契美尼德帝国王位的过程，这被大多数史学家认为是早期政治宣传的一例。古印度政治家、哲学家考底利耶所著《政事论》中详细讨论了政治宣传，例如如何传播政治宣传，如何将其用于战事当中。他的门生旃陀罗笈多是孔雀王朝的创立者，在其掌握大权的过程中运用了这些方法。罗马帝国的蒂托·李维等人的作品被认为是罗马时期政治宣传的杰作。早期政治宣传的另一例为12世纪由Dál gCais所著的《同外邦人的爱尔兰之战》，将他们描绘为是爱尔兰名正言顺的执掌者。
印刷机在欧洲广泛传播推动了宗教改革时期的宣传，特别是在德国，使得新观点、新思潮、新教义萌生，并迅速传播给大众，这在16世纪之前是从未有过的。到了1517年，欧洲主要城市中共有200多个印刷中心。这些印刷中心成为了宗教改革和罗马天主教廷反宗教改革作品的主要印刷处。
中国清朝雍正帝曾刊版发行《大义觉迷录》，并要求公家朝廷上下、地方官吏人手一册，所有地方官、学官必须据《大义觉迷录》的内容及论点向百姓讲解，还命当事人曾静到全国各地巡讲，现身说法朝廷之英明，痛斥自己误入歧途。

### 现代的政治宣传

#### 第一次世界大战
1914年爆发的第一次世界大战是政府政治宣传的第一个爆发点。尤其是英国和德国政府，他们都在增加了政治宣传上的产出，以说服民众自己师出有名，且必将胜利。
在战事之初，德国就有半官方的宣传机器。由记者马蒂亚斯·埃茨贝格尔创办的外部事务中央办公室（Zentralstelle für Auslandsdienst） 向中立国家（尤其是在入侵了比利时之后）开启宣传攻势。尽管战时一打响，英国就切断了德国的海底电缆，他们通过无线发报向世界播报亲德国的新闻报道。除此之外，移动电影放映机被送上前线，给士兵们观看。德国的宣传画很多涉及到同德国神话有关的格斗场景。
英国一方也在大规模扩大宣传，在查尔斯·马斯特曼的指导下，英国的宣传机构很快在质量上和挑动公众情绪的能力上超过了德国。

#### 第二次世界大战

##### 纳粹德国

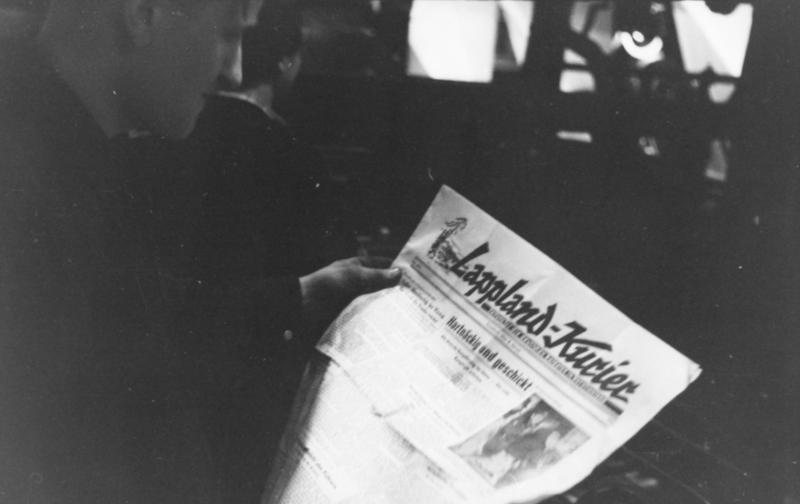
Lappland-Kurier士兵报纸

德国的大部分政治宣传来自国民教育与宣传部。約瑟夫·戈培爾在希特勒1933年掌权之后不久变执掌该部。所有的记者、作家、艺术家都被要求前往该部下属分管报业、绘画、音乐、戏剧、音乐、电影、文学和广播的分会登记注册。
纳粹认为，政治宣传是实现其目标的重要工具。元首阿道夫·希特勒对于同盟国在第一次世界大战中的政治宣传力量印象深刻，并认为这是这是德国失败的主因。希特勒几乎每天都要面见戈培尔，讨论新闻问题，戈培尔了解希特勒在这一问题上的想法。之后他会召集部门高级官员，传达有关世界局势的官方口径。播报员和记者的作品在发表之前都必须要预先经过审批。纳粹另开发了成本低廉但收听范围有限的国民收音机以向大众进行宣传。除了宣传画外，纳粹还创作了很多电影和书籍，以传播他们的信仰。

#### 冷战时期

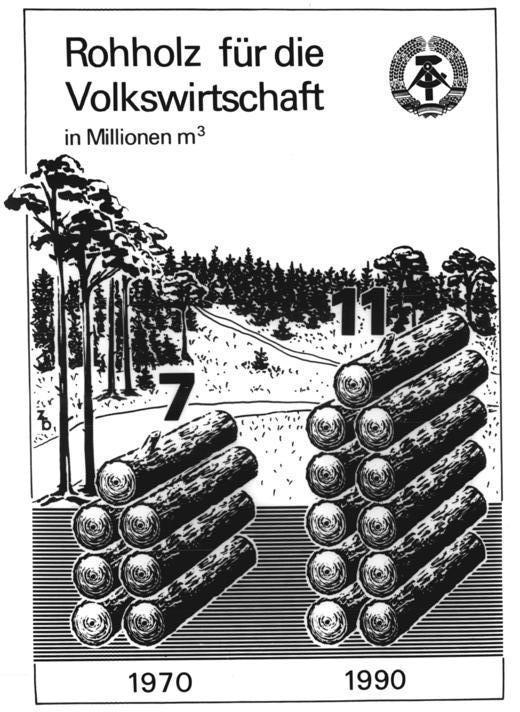
1988年宣传原木产量上升的东德宣传画

冷战中西方和东方阵营均大量使用政治宣传，两方利用影片、电视、广播的形式面向本国国民、对方以及第三世界国家进行宣传。美国信息局成立了一个官方政府电台美国之音。自由欧洲电台也在中央情报局的支持下成立，旨在面向苏联和东欧国家提供带有灰色宣传的新闻以及娱乐节目。苏联成立了莫斯科广播电台进行白色宣传，另外成立了和平与进步广播电台进行灰色宣传。两方在危机时期也曾进行黑色宣传节目的广播。

#### 越戰
在越戰時，越共利用政治宣传來控制人們的意見。像河內廣播等廣播電台是北越政治宣传行動中的一部份。北越政治家梅志寿對於政治宣传有以下的評論：
"胡志明可能是個壞人，尼克森可能是個好人，美國人可能有正當的理由，我們可能沒有正當的理由。但我們贏了，美國人輸了，原因是我們說服人們相信胡志明是好人，尼克森是謀殺者，美國人是入侵者……關係是如何控制人們及其意見，這些事只有馬列主義者才能作到。

#### 南斯拉夫戰爭
在南斯拉夫戰爭中，政治宣传是南斯拉夫聯盟共和國及克羅埃西亞政府的軍事戰略之一。
政治宣传用來使塞爾維亞族產生對其他族群（如波士尼亞人、克羅埃西亞人、阿爾巴尼亞人等）的恐懼及仇恨。塞爾維亞媒體否認在南斯拉夫戰爭中，塞爾維亞軍對波士尼亞人及其他種族的大量戰爭罪行。

#### 中華民國
1932年，中國國民黨中央宣傳部頒佈《宣傳品審查標準》，規定凡宣傳共產主義、反對中國國民黨或對國民政府表示不滿者，均嚴予禁止:145。